# Alliance du jubilé
L'Alliance du jubilé (en anglais : Jubilee Alliance) est une coalition fondée le 12 janvier 2013 entre quatre partis politiques en vue des élections générales kényanes de 2013.
Sa devise est « Securing Kenya's Prosperity » qui peut être traduite par « Sécurisant la prospérité du Kenya ».
En avril 2013, elle est rejointe par le Muungano Development Movement Party of Kenya, le Labour Party of Kenya, le Kenya African Democratic Union-Asili, auparavant membres de la Coalition for Reforms and Democracy, ainsi que par l'United Democratic Forum, le New Ford-K, auparavant membres de la coalition Amani, et par le parti indépendant Alliance Party of Kenya.

## Liste des partis adhérents
- Depuis le 12 janvier 2013 :
  - The National Alliance (TNA)
  - United Republican Party (URP)
  - National Rainbow Coalition (NARC)
  - Republican Congress (RC)
- Depuis avril 2013[1],[2] :
  - Muungano Development Movement Party of Kenya (MP)
  - Labour Party of Kenya (LPK)
  - Kenya African Democratic Union-Asili (KADU-A)
  - United Democratic Forum (UDF)
  - New Ford-K (NFK)
  - Alliance Party of Kenya (APK)